# Cherry Grove (condado de Putnam)
Cherry Grove (condado de Putnam) es un área no incorporada ubicada dentro del condado de Putnam (Virginia Occidental), Estados Unidos. Está catalogada como un asentamiento humano por la Junta de Nombres Geográficos de los Estados Unidos.
El número de identificación (ID) asignado por el Servicio Geológico de Estados Unidos es 1740670.

## Geografía
Se encuentra a una altitud de 225 metros sobre el nivel del mar (738 pies) según el conjunto de datos de elevación nacional.